# رالف برنز
رالف برنز (انگلیسی: Ralph Burns؛ ۲۹ ژوئن ۱۹۲۲ – ۲۱ نوامبر ۲۰۰۱) یک رهبر ارکستر، نوازنده پیانو، و آهنگساز اهل ایالات متحده آمریکا بود.
وی همچنین 2 مرتبه برنده جوایزی همچون جایزه اسکار بهترین موسیقی فیلم شده است.